# 加利福尼亚州公路巡逻队

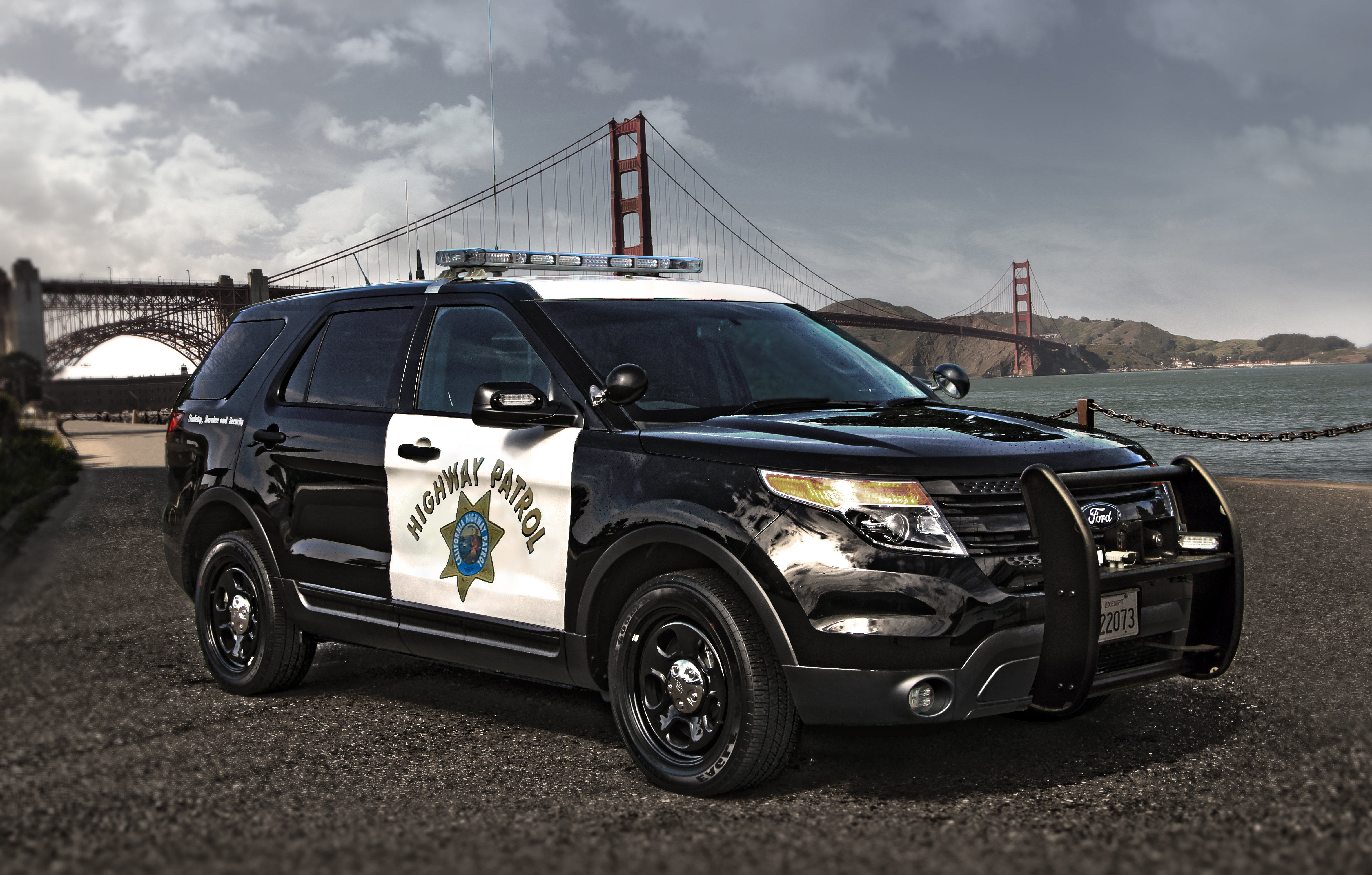
加利福尼亚州公路巡队的福特攔截者執法車輛（熊貓塗裝）

加利福尼亚州公路巡逻队（英語：California Highway Patrol, CHP）是美国加利福尼亚州的州执法机构。加州公路巡逻队对加利福尼亚州的所有高速公路都有巡逻权限，也被称为州警察。他们还对城市道路具有管辖权，并有权在那里执行执法程序。
加利福尼亚州立法机关最初将加利福尼亚公路巡逻队作为公共工程部机动车辆司的一个分支设立，并于1929年8月14日由州长 C.C. Young 签署立法。随后它作为一个单独的部门成立，并签署了立法1947年由州长厄尔·沃伦 (Earl Warren) 提出。CHP 在执行《州车辆法》之外逐渐承担了更多的责任，并最终于1995年与规模较小的加利福尼亚州警察合并。它目前是作为加利福尼亚州交通局 (CALSTA) 的一部分组织起来的。
除了高速公路巡逻职责外，加州公路巡逻队还提供其他服务，包括保护州建筑和设施（最着名的是加利福尼亚州议会大厦）以及保护州官员。加州公路巡逻队还与市政和联邦执法机构合作，在调查、巡逻和执法的其他方面提供协助。
根据最近于2019年12月进行的一项研究，加州公路巡逻队是美国最大的州警察机构，拥有11,000名官员，其中超过7,600名是已是宣誓。
加州公路巡逻队在1970年代末 - 1980年代初期通过播出CHiPs电视连续剧而获得国际认可，该剧记录了加州公路巡逻队摩托车官员的虚构冒险经历。

## 职责
该机构负责在任何特定县的未合并和合并部分中的所有加利福尼亚州路线（包括所有高速公路和高速公路），美国高速公路，州际高速公路和所有公共道路的执法。与合并城市有合同的地方警察或地方县警部门主要负责调查和执行合并城市的交通法规，但是加州公路巡逻队的任何和平官员仍可以在州内任何地方执行任何州法律，即使该机构的主要职责是与运输有关。此外，加州公路巡逻队官员还担任加利福尼亚州最高法院和加利福尼亚州上诉法院的法警，并为加利福尼亚州所使用的建筑物提供安全保障。

## 特殊责任
加州公路巡逻队还从称为SWITRS（全州综合交通记录系统）的数据库发布有关加利福尼亚州交通事故的数据。
在2001年9月11日的袭击之后，加州公路巡逻队负责保护和巡逻加利福尼亚州的一些潜在的恐怖分子目标。这些站点包括核电站、政府大楼和关键基础设施站点。加州公路巡逻队亦设有一支24小时待命的特警队，以应对任何恐怖活动。
2005年9月，加州公路巡逻队派出了两支机动野战部队（训练有素、装备精良的灾难快速反应/部署小组）到墨西哥湾沿岸协助应对卡特里娜飓风的余波。在美国国民警卫队到达之前，加州公路巡逻队有四架巡逻直升机在佛罗里达州玛丽安娜上空，80多辆地面车辆，以及200多名警官和其他工作人员，包括一支特警队，部署在新奥尔良。
加州公路巡逻队还派驻到全州的毒品工作队和其他刑事调查工作队的官员，并在其每个部门都设有训练有素的授权服务小组（WST）。这些团队负责处理因加州公路巡逻队调查而产生的高风险重罪逮捕和搜查令，授权服务小组协助地方、州和联邦执法机构处理相同类型的高风险搜查令。加州公路巡逻队调查人员还与州调查局、总检察长办公室的探员密切合作。
此外，加州公路巡逻队在全州设有数十个毒品巡逻和爆炸物探测K-9小组。
加州公路巡逻队的一项额外职责包括州长保护小组。
颇有争议的是，奥克兰和斯托克顿市已与加州公路巡逻队签约，以协助其警察部门履行当地巡逻职责，包括交通拦截和响应911电话。

## 薪资和退休金
2014年，警官的平均工资为118,000美元。根据法律，工资由该州五个最大的警察部门平均确定。2012年，薪酬最高的加州公路巡逻队官员获得了483,581美元，其他44名收入超过20万美元的官员，以及5,000多名获得了100,000美元以上的警官。2011年，加州公路巡逻队警官的加班费为8240万美元，是第二大州的三倍，仅一名警官的加班费就超过93,000美元。严格禁止警官每次工作至少16.5小时，然后至少要休息8小时。
1999年，州长格雷·戴维斯（Gray Davis）签署了SB 400，使警官可以在50岁退休，并继续领取他们最高工资的90％作为退休金。这使服务了30年的退休金从平均62,218美元增至96,270美元。警官的平均退休年龄为54岁。按照 CalPers 2.7％（按57公式计算），新警官的退休年龄为57岁。截至2019年，与州政府谈判达成了一项新合同，使警官通过将其年度薪金的3％以上的任何比例递延到退休金中来增加对退休计划的供款。这使他们的贡献与州之间的比例接近50–50，同时增加了州对警官从其他来源退休的贡献。

## 组织和认证
加州公路巡逻队由总监领导，总监由加利福尼亚州州长任命。副总监也由州长任命，而助理总监则由总监任命。
2020年11月17日，副总监Ray被州长Gavin Newsom任命为专员。

### 等级制度
- 公路巡逻队总监——阿曼达·雷
  - 公路巡逻队副总监 — Jim Epperson
    - 专业标准和道德处
    - 社区外展和媒体关系办公室
    - 现场行动助理总监 — Richard K. Stewart

  - 北区
  - 谷分部
  - 金门赛区
  - 中区
  - 南区
  - 边境区
  - 沿海分区
  - 内陆赛区
  - 保护服务区
  - 空中行动办公室
  - 州安全区
    - 助理总监，人员行动 — Ryan Okashima
      - 员工安全与援助办公室
      - 行政事务科
      - 执行及规划科
      - 信息管理科
      - 总监特别顾问

## 等级结构
| 头衔     | 徽章   |
| -------- | ------ |
| 总监     | 或者   |
| 副总监   |        |
| 助理总监 |        |
| 局长     |        |
| 助理局长 |        |
| 大队长   |        |
| 警督     |        |
| 警长     |        |
| 警官     | 无徽章 |
| 学员     | 无徽章 |

## 荣誉守则
加州公路巡逻队有一个荣誉守则。它指出：
我，加利福尼亚州公路巡逻队的成员，在言词和行为上订阅以下内容：
诚实、认真地为美利坚合众国和加利福尼亚州服务；并履行我作为法律战士的誓言；
维护和维护加州公路巡逻队的荣誉和诚信；
忠于我的同事；尊重和服从我的长官；并无恐惧、无偏袒或无歧视地执行法律；
帮助那些处于危险或困境中的人，并在必要时舍弃我的生命而不是偏离职责的道路；
我的个人行为在任何时候都应无可指责，我绝不会故意做出任何会以任何方式损害加州公路巡逻队或其任何成员信誉的行为；

对于这一切，我郑重宣誓我作为加州公路巡逻队警官的神圣荣誉。

## 殉职警官
自 1929 年成立以来，已有 227 名警官因公殉职。 迄今为止，警官死亡的前三大常见原因是（按原因排序）：汽车/摩托车事故、枪杀和车辆袭击（即被酒后驾车、鲁莽驾驶或听力和/或视力受损的司机). 1964年是死亡人数最多的一年，有8名警官因公殉职; 1970 年和 1978 年是死亡人数第二多的年份，其中有 7 名警官因公殉职。